# Nie dla oka...
Nie dla oka... è l'album di debutto della cantante polacca Agnieszka Włodarczyk, pubblicato il 30 novembre 2007 su etichetta discografica My Music.

## Tracce
1. Bez makijażu – 3:43
2. Zawsze byłam – 3:45
3. Pokochać ciszę – 4:01
4. Niepotrzebny – 3:41
5. Wróć – 4:13
6. Zamknij oczy (feat. Krzysztof Antkowiak) – 3:52
7. Spokój – 3:25
8. Odnajdę siebie – 3:31
9. Brzydcy – 3:18
10. Powiedz jej – 3:33
11. Małe tęsknoty – 2:43

## Classifiche
| Classifica (2007) | Posizione massima |
| ----------------- | ----------------- |
| Polonia           | 21                |